# Mountain Home Air Force Base

i7
i11
i13
Die Mountain Home Air Force Base (Mountain Home AFB, IATA-Code: MUO, ICAO-Code: KMUO)  ist eine Basis der US Air Force nahe Mountain Home, Elmore County, Idaho. Sie liegt ca. 100 km südöstlich der Hauptstadt Boise und hat eine Fläche von 25,7 Quadratkilometern. Der Census von 2020 zählte im Census-designated place Mountain Home AFB 3.191 Einwohner.

## Geschichte
Die Basis wurde als Mountain Home Army Air Field im Oktober 1942 gegründet, die Eröffnungszeremonie fand am 7. August 1943 statt. Während des Zweiten Weltkrieges diente die Basis als Trainingsplatz für B-24-Liberator-Besatzungen, als der Krieg vorbei war, wurde sie Oktober 1945 geschlossen. Zwischen 1948 und 1950 wurde die Basis wiedereröffnet. Sie beheimatete das 5th Strategic Reconnaissance Wing und diente als Trainingsbasis für Versorgungsgeschwader.
1953 schließlich wurde die Basis an das Strategic Air Command übergeben und wurde zur Heimat des 9th Bombardment Wing. Der Wandel auf der Basis war dadurch bis 1966 gestoppt, als die Basis zum Tactical Air Command ging, die erst das 47th Tactical Reconnaissance Wing, später das 347th Tactical Fighter Wing hier stationierten. Seit dem Vietnamkrieg ist das 366th Fighter Wing, das 1962 in Chaumont aufgestellt wurde, hier stationiert.
Während der Betriebszeit des Space Shuttles war die Mountain Home Air Force Base ein möglicher Notlandeplatz im Falle einer außerplanmäßigen Landung. NASA-Astronaut James Reilly wurde 1954 auf der Mountain Home AFB geboren.